# چارلز اومان
چارلز اومان (انگلیسی: Charles Oman; ۱۲ ژانویهٔ ۱۸۶۰ – ۲۳ ژوئن ۱۹۴۶) یک تاریخ‌نگار اهل بریتانیا بود.